# Utrpení mladého Boháčka
Utrpení mladého Boháčka je česká filmová komedie režiséra Františka Filipa z roku 1969.

## Děj
Mladý Tóna Boháček (Pavel Landovský) pracuje jako traktorista v Čičelicích. Je mu už 30 let, všichni jeho vrstevníci ve vesnici jsou ženatí a mají rodinu. Tónova matka (Stella Zázvorková) má strach, že jestli se brzy neožení, dopadne jako jeho strýček a upije se. Proto za svého syna podá inzerát na seznámení a z dívek, které na něj odpověděly, vybere Janičku, která je ze sousední vesnice, z Ouval. V neděli pak syna přinutí, aby se na ni – místo jeho oblíbeného karbanění s kamarády – jel podívat a přivezl ji. 
Tóna, ve svátečním obleku, se tedy svojí Volhou vydá do Ouval, ale cestou se zastaví v hospůdce, kde se potká s partou trampů a s dívkou Květou (Regina Rázlová), která právě trampy opouští. Potom jede do Ouval za neznámou Janičkou a ptá se po ní v kravíně. Kdyby zootechničku Janičku Pazderkovou (Jorga Kotrbová) neprozradila její vedoucí, snad by se mu sama ani neozvala. Po rozpačitém rozhovoru se oba přece jen domluví, že s ním Janička pojede, protože maminka se těší a už upekla husu. Všetečný Tóna ale omylem vleze do místnosti, kde se Janička převléká z pracovního oděvu, ta se tím cítí ponížená a Tóna pak s pocitem trapnosti odjede.
Cestou se rozprší a když Tóna přibrzdí, nastoupí k němu do auta dívka Květa, která chce jet stopem na nádraží. Tóna si s ní moc nepovídá, ale nakonec se Květa přece jenom dozví, kde byl a že jede domů s nepořízenou. Nakonec ji Tóna navrhne, aby Janičku zastoupila, aby maminku nezklamal. Když si Květa na nádraží chce koupit lístek, nemají nazpátek drobné, a tak Tónovo pozvání přijme. Jeho matka, čekající na ně se slavnostním jídlem, má radost, Květa se jí líbí a už v ní vidí nastávající snachu. I Tónovi se Květa začne líbit, jeho obvyklý stud ho opouští a během večera se zamiluje.
Druhý den ale situaci zkomplikuje Janička, která si všechno rozmyslela a přece jen se rozhodla navázat s Tónou známost. Trapnou situaci vyřeší Květa a rozjede do Prahy za svým chlapcem Petrem (Jaroslav Satoranský), kterého den předtím chtěla opustit. Když Tóna zjistí, že Květa dává přednost Petrovi, vrátí se zklamaně domů, kde na něho čeká Janička a spokojená maminka s upečenou husou.

## Obsazení
| Pavel Landovský     | traktorista Tonda Boháček       |
| Stella Zázvorková   | matka Boháčková                 |
| Regina Rázlová      | Květa Lesecká                   |
| Jorga Kotrbová      | zootechnička Janička Pazderková |
| Jaroslav Satoranský | Petr Stárek, Květin kluk        |
| Hermína Vojtová     | stará žena v kravíně            |
| Josef Hlinomaz      | hostinský Láďa                  |
| Jiřina Bílá         | pokladní na nádraží             |
| Consuela Morávková  | servírka                        |